# Polystigma rubrum

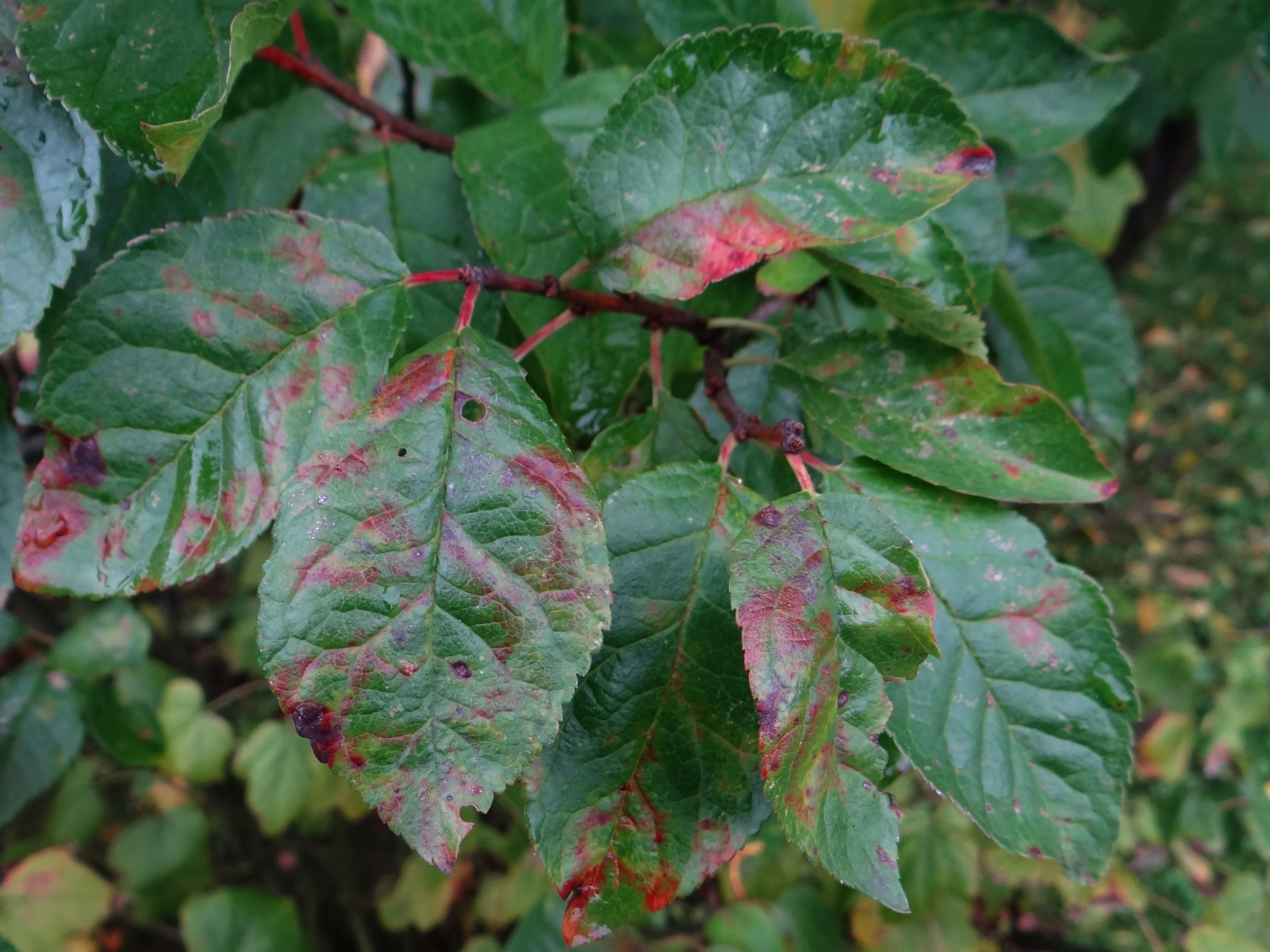
Plamy na liściach śliwy domowej

Polystigma rubrum (Pers.) DC. – gatunek workowców. Grzyb mikroskopijny, pasożyt i saprotrof, u śliw wywołujący chorobę o nazwie czerwona plamistość liści śliwy. Występuje na śliwie domowej (Prunus domestica) i śliwie tarninie (Prunus spinosa).

## Systematyka i nazewnictwo
Pozycja w klasyfikacji według Index Fungorum: Polystigma, Phyllachoraceae, Phyllachorales, Sordariomycetidae, Sordariomycetes, Pezizomycotina, Ascomycota, Fungi.
Po raz pierwszy zdiagnozował go w 1800 r. Christiaan Hendrik Persoon nadając mu nazwę Xyloma rubrum. Obecną, uznaną przez Index Fungorum nazwę nadał mu Casimir Pyrame de Candolle w 1815 r.
Ma około 30 synonimów. Niektóre z nich:
- Polystigma rubrum subsp. ussuriense (Jacz. & Natalyina) P.F. Cannon 1996
- Polystigma ussuriense (Jacz. & Natalyina) Prots. 1947
- Polystigmella ussuriensis Jacz. & Natalyina 1929
- Polystigmina rubra f. spiraeae Sacc 1972
- Polystigmina ussuriensis (Naumov) Sacc. 1931[4].

## Morfologia i rozwój
Na żywych liściach porażonych śiw rozwija się postać bezpłciowa (anamorfa), na opadłych postać płciowa (teleomorfa).
Anamorfa tworzy na liściach porażonych roślin nieregularnego kształtu pseudopodkładki o średnicy 10 (–35) mm, początkowo żółtawobrązowe, potem pomarańczowe, w końcu czerwonobrązowe. W miejscu tym następuje zgrubienie liścia, a jego tkanki składają się z trzech warstw. Dolna i górna warstwa o grubości 40–50 μm zbudowana jest z tkanek liścia przerośniętych jasnobrązowymi strzępkami grzyba. Warstwa środkowa o grubości około 300–500 μm i jest prawie całkowicie wypełniona ukośnie lub pionowo ułożonymi strzępkami grzyba. Na górnej powierzchni liścia rozwijają się bezpłciowe owocniki grzyba (konidiomy) o średnicy 150–250 μm. Mają mniej więcej kulisty kształt. Ich ściana jest słabo rozwinięta, trudna do odróżnienia od strzępek podkładki. Wewnątrz owocnika z cienkościennych, hialinowych strzępek o szerokości 3–5 μm wyrastają konidiofory o długości do 10 μm i szerokości do 2 μm. Komórki konidiotwórze wyrastają bezpośrednio ze ściany owocnika, lub na bocznych odgałęzieniach konidioforów. Mają wymiary 13–24 × 2–3 μm, początkowo są cylindryczne, ale stopniowo zwężają się ku wierzchołkowi. Konidia hialinowe, bezprzegrodowe, gładkie, o wymiarach (22–) 28–42 × 0,5–0,75 μm. Ich dolna część jest bardzo wąsko lancetowata lub wrzecionowata, górna nitkowata, o średnicy zaledwie około 0,25 μm i hakowato zagięta. Po ich oderwaniu się na komórkach konidiotwórczych powstają blizny.
Teleomorfa tworzy nieregularne, ale mniej więcej okrągłe podkładki o średnicy 1–5 mm. W miejscu ich rozwoju następuje nabrzmienie silnie unoszące górną powierzchnię liścia. Liść w tym miejscu ma barwę od czerwonobrązowej do czarnej. Na podkładce rozwijają się mniej więcej sferyczne owocniki typu perytecjum. Ich ostiole są ciemniejsze i wyglądają jak małe kropki, czasami są trudne do zaobserwowania. W owocnikach tworzą się wąskowrzecionowate, 8-zarodnikowe worki o wymiarach 94–118 × 10-5–12 μm. Mają otwarty wierzchołek z pierścieniem o średnicy 2–3 μm i grubości około 0–5 μm. Askospory o wymiarach (10,5–) 11,5–14 × 3–5-4,5 (–5,5) μm, cylindryczno-elipsoidalne, czasami jajowate, proste lub nieco zagięte (w kształcie ziarna fasoli), hialinowe, bezprzegrodowe, cienkościenne i gładkie.